# テレビ東京メディアネット
株式会社テレビ東京メディアネット（テレビとうきょうメディアネット、英: TV TOKYO MEDIANET, INC.）は、テレビ東京の関連会社。自社制作番組の外部販売（番組販売）を行っている企業である。

## 歴史
テレビ東京は東京12チャンネルと称した時代には純粋な系列局が無く、その後「メガTONネットワーク」（現在のTXN）として放送ネットワークを形成してからもネット局の少なさ故に収入が限られており、それを補うために地方局に自社番組を販売する必要があった。そのための会社として1978年（昭和53年）に「東京12番組販売」（とうきょうじゅうにばんぐみはんばい、登記上は東京十二番組販売と表記）を設立した。その後1982年（昭和57年）に「テレビ東京番組販売」、1996年（平成8年）に現在の「テレビ東京メディアネット」へ商号変更した。1999年（平成11年）10月にアニメーションへの出資や製作を行っていた「テレビ東京ソフトウェア」（SOFTX）を吸収合併。1997年（平成9年）12月にディレクTVで「アニメシアターX（AT-X）」を開局した。2000年（平成12年）6月26日にテレビ東京と共同出資で株式会社エー・ティー・エックスを設立し、同年9月にAT-X事業を同社に譲渡した。
また、テレビ番組用の放送素材の一部分の販売も行っており、番組提供主がテレビ東京扱いとして表記される。
近年は、劇場用映画への出資や外国作品の購入なども行っている。
この他、DVDレーベル・MEDIANET PICTURES（MEP、メディアネットピクチャーズ）があり、テレビ東京やBSテレビ東京の自社製作番組において、提供クレジットを出すスポンサーが1社も無い場合に便宜上の穴埋めとしても用いられることが多い。
『異世界はスマートフォンとともに。 (第1期)』や『信長の忍び』など、テレビ東京（AT-X独占放送含む）では放送しないアニメへの参加もわずかながら存在する他、劇場用アニメではキッズステーションと共同で製作参加している作品がある。TOKYO MXでは『あっくんとカノジョ』のヒッチハイクとして、同社販売のBlu-rayソフトのCMが放映されている。
2023年11月13日にコーポレートロゴが改定され、日本語でのブランドマーク表記が「テレ東メディアネット」に変更された。

## 製作作品
☆は同社からパッケージリリースされた作品

### テレビアニメ
テレビ東京ソフトウェア
- 楽しいウイロータウン（1993年）
- 銀河戦国群雄伝ライ（1994年）
- 神秘の世界エルハザード（1995年）
- スレイヤーズ（1995年、5シリーズ）
- モジャ公（1995年）
- 魔法少女プリティサミー（1996年）
- ポケットモンスターシリーズ（1997年）
- バトルアスリーテス大運動会（1997年）
- フォーチュン・クエストL（1997年）☆
- ロスト・ユニバース（1998年）
- 彼氏彼女の事情（1998年）
- 突撃!パッパラ隊（1998年）
- ゴクドーくん漫遊記（1999年）

1999年
- ドンキーコング
- ジバクくん

2000年
- とっとこハム太郎

2001年
- フィギュア17
- コスモウォーリアー零 ☆
- バビル2世 ☆

2002年
- ガンフロンティア ☆
- ワイルド7 another -謀略運河-
- ふぉうちゅんドッグす
- 魔王ダンテ
- 神世紀伝マーズ ☆
- バロムワン ☆

2003年
- ななか6/17
- 魔獣戦線 THE APOCALYPSE ☆
- DEAR BOYS
- カレイドスター ☆
- 魔探偵ロキ

2004年
- 北へ。〜Diamond Dust Drops〜
- DAN DOH!!
- RAGNAROK THE ANIMATION
- GANTZ
- ビューティフル ジョー
- tactics

2005年
- ガラスの仮面
- 韋駄天翔
- ARIA（3シリーズ）

2006年
- きらりん☆レボリューション（3シリーズ）
- 妖逆門
- ギャラクシーエンジェる～ん
- ヤマトナデシコ七変化♥
- ぷるるんっ!しずくちゃん（2シリーズ）

2007年
- Master of Epic The Animation Age
- 瀬戸の花嫁
- Over Drive
- 素敵探偵ラビリンス
- しゅごキャラ!（3シリーズ）
- 獣神演武

2008年
- ネオ アンジェリーク Abyss（2シリーズ）
- スキップ・ビート!
- ライブオン CARDLIVER 翔

2009年
- 極上!!めちゃモテ委員長
- 咲-Saki-（3シリーズ）
- チーズスイートホーム あたらしいおうち
- あにゃまる探偵 キルミンずぅ

2010年
- ジュエルペットシリーズ（第2期以降）☆
- 神のみぞ知るセカイ（2シリーズ）
- 侵略!イカ娘（2シリーズ）

2011年
- 戦国乙女〜桃色パラドックス〜
- ゆるゆり（3シリーズ）

2012年
- あらしのよるに 〜ひみつのともだち〜
- 這いよれ! ニャル子さん（2シリーズ）
- 織田信奈の野望
- イクシオン サーガ DT
- 神様はじめました（2シリーズ）

2013年
- 幕末義人伝 浪漫
- アラタカンガタリ〜革神語〜
- 私がモテないのはどう考えてもお前らが悪い!
- 魔界王子 devils and realist
- ぎんぎつね
- 弱虫ペダル（4シリーズ）

2014年
- Z/X IGNITION

2015年
- 美男高校地球防衛部LOVE!（2シリーズ）
- 聖剣使いの禁呪詠唱

2016年
- 蒼の彼方のフォーリズム ☆
- リルリルフェアリル（2シリーズ）☆
- 聖戦ケルベロス 竜刻のファタリテ ☆
- スカーレッドライダーゼクス
- ばなにゃ ☆
- 信長の忍び（2シリーズ）
- きんだーてれび

2017年
- 鬼平 ☆
- 異世界はスマートフォンとともに。
- aiseki MOGOL GIRL

2018年
- あっくんとカノジョ ☆
- 京都寺町三条のホームズ

2019年
- エガオノダイカ ☆
- 胡蝶綺 〜若き信長〜 ☆
- 超人高校生たちは異世界でも余裕で生き抜くようです! ☆
- 放課後さいころ倶楽部
- 本好きの下剋上 司書になるためには手段を選んでいられません（2シリーズ）

2020年
- アルテ
- 邪神ちゃんドロップキック' ☆
- 継つぐもも
- 魔術士オーフェンはぐれ旅 ☆（2シリーズ）

2021年
- 恋と呼ぶには気持ち悪い ☆
- Fairy蘭丸〜あなたの心お助けします〜
- 精霊幻想記 ☆
- チート薬師のスローライフ〜異世界に作ろうドラッグストア〜 ☆
- さんかく窓の外側は夜

### 劇場アニメ
- ハードル 真実と勇気の間で（2004年）
- おまえうまそうだな（2010年）
- とある飛空士への追憶（2011年）
- ジュエルペット スウィーツダンスプリンセス（2012年）
- 伏 鉄砲娘の捕物帳（2012年）
- あなたをずっとあいしてる（2015年）☆
- 劇場版 弱虫ペダル（2015年）

### OVA・Webアニメ
- エイリアン9（2001年）
- カレイドスター 新たなる翼 -EXTRA STAGE-（2004年）
- カレイドスター Legend of phoenix 〜レイラ・ハミルトン物語〜（2006年）☆
- 最遊記RELOAD -burial-（2007年）
- ARIA The OVA 〜ARIETTA〜（2007年）
- 瀬戸の花嫁（2008年、2009年）
- こいけん!（2012年）☆
- 鬼平〜その男、長谷川平蔵〜（2017年）☆

### 制作協力
- 超光戦士シャンゼリオン（1996年） - テレビ東京ソフトウェア（SOFTX）。読売広告社・東映製作。
- 少女革命ウテナ（1997年） - テレビ東京ソフトウェア（SOFTX）。読売広告社・J.C.STAFF製作。
- 時空探偵ゲンシクン（1998年） - テレビ東京ソフトウェア（SOFTX）。グループ・タック・サンリオ製作。
- 超星神シリーズ - テレビ東京メディアネット（MEDIANET）。読売広告社・東宝製作。
  - 超星神グランセイザー（2003年）
  - 幻星神ジャスティライザー（2004年）
  - 超星艦隊セイザーX（2005年）